# Borsonia jaya
Borsonia jaya é uma espécie de gastrópode do gênero Borsonia, pertencente a família Borsoniidae.